# 囲碁将棋 (お笑いコンビ)
囲碁将棋（いごしょうぎ）は、吉本興業東京本社（東京吉本）所属のお笑いコンビ。NSC東京校9期出身、2004年結成。THE MANZAI 2011・2014 ファイナリスト、THE SECOND 〜漫才トーナメント〜2025 準優勝。
東海大学付属相模高等学校在学中、2人とも囲碁将棋部に在籍していたのがコンビ名の由来。よしもと神奈川県住みます芸人。現在は大宮ラクーンよしもと劇場でのライブを中心に活動中。

## メンバー
文田 大介（ふみた だいすけ、1980年6月20日（45歳） - ）
主にボケ・ネタ作り担当。
愛称は「ふみちゃん」「ふみ様」。
神奈川県茅ヶ崎市出身、東海大学理学部卒業。身長185 cm、体重90 kg、血液型はB型。既婚。
中学まで野球をやっており高校入学後も野球部を見学したが、実力の差を痛感したため囲碁将棋部へ入部し部長を務めた。なお、部員は文田・根建を含む3人のみ。当時出場した将棋大会では優勝経験を持つ。
中学時代は生徒会長を務めたり、クラスの中心的存在として華やかな学生生活を送っていたが、高校で囲碁将棋部に入ったことによりクラスのカーストにおいて最下層である五軍として過ごすことになったと語っている。
大学では空手部に所属。奇抜なファッションが特徴で「慶次」というあだ名で呼ばれていた。芸人になってからも再び空手道場に通っている。
趣味は格闘技。ニューヨークをはじめとした東京吉本の後輩芸人からは、若手芸人の中で一番喧嘩が強いと噂されており、過去に後輩であるインポッシブルのえいじも文田のビンタを喰らい気絶したことがある。ローキックも得意。
基本的に温厚だが、仲間思いで正義感が強く、芸人仲間が理不尽な絡み方をされた時は怒る。喧嘩を売られた時は「タイマン張れ」をひたすら連呼する。
眼鏡がトレードマークだがレーシック手術を受けたため伊達眼鏡であり、レンズは入っていない。若手時代にキャラ作りのため眼鏡チェーンをつけていた時期がある。
レイザーラモンHGにファッションについて苦言を呈された際に、オシャレの面倒を見てもらう約束を取り付け、それ以来おさがりを貰うようになり彼をファッションにおける師匠と慕っている。2人の体型もほぼ同じ。
男4人兄弟の長男。兄弟は全員長身で、文田は身長順に上から3番目。本人曰く貧乏な家庭で男4人兄弟だったため、他の兄弟に取られる前に食べようとする癖があるらしく、そのせいで目の前に食べ物があると食欲に関係なく食べ続けてしまう。大食いというわけではない。
29歳から煙草を吸い始めるが、2024年以降は禁煙している。
感動したエピソードを話している最中に思い出して再び泣いてしまうなど、かなり涙もろい。根建が憧れのシビックに試乗した時は、思い入れがある根建本人よりも先に感動して涙を流していた。
2021年からNSCのベテランアシスタントを務め、2024年から講師を担当することになった。
過去に数学の教員免許を持っていた。
広末涼子のファン。好きなアーティストはサザンオールスターズ。
元々お笑い好きで、芸人になる前は爆笑オンエアバトルの収録を見に行ったことがある。
似ている芸能人はぺ・ヨンジュン、酒井一圭。
神奈川県住みます芸人にも拘らず東京へ引越し、マネージャーに怒られた。
自宅裏にあったアパートの解体工事で、場所を間違えた業者に自宅を壊された。
「THE KOZIES」のボーカルを担当していた。

根建 太一（ねだて たいち、1981年3月23日（44歳） - ）
主にツッコミ担当。
愛称は「太一」「ちーたい君」「根建すなわちNOMOすなわちHOBO」。
神奈川県横浜市磯子区出身、東海大学工学部卒業。身長185 cm、体重70 kg。血液型はO型。既婚。
中学受験で東海大学付属相模中等部に入学し、野球部へ所属していた。当時の身長は160 cm程度と小柄だったが、高校2年生になると一気に身長が伸びる。
高校では文田が所属していた囲碁将棋部に入部。当時の大会で王将を直接取られて負けたことがある。
大学時代に就活で無印良品の面接が決まっていたが、文田からお笑いの道に誘われ芸人になった。
下戸で、初めてビールを呑んだ際に急性アルコール中毒を起こし救急車で運ばれたことがある。その際、同乗していた文田を救急隊員と勘違いした状態で話しかけていた。
2021年以降、先輩の阿部智則（POISON GIRL BAND）から送られてくる野茂英雄の服を着ることが多い。
ニュースタッフエージェンシー所属のひよしなかよし・ねんねん（根建耕二）は実弟。
先輩の尾形貴弘（パンサー）率いる「尾形軍団」に属している。
ホンダ・シビックタイプRをこよなく愛している。『水曜日のダウンタウン』の企画「1000万円を受け取ってもらうの逆に難しい説」で、先述の尾形に呼び出され1000万円を受け取るよう説得されるが、根建はこれを断固拒否。「シビック、自分で買いたいしっ!」「目標だから。シビック買うために頑張ってんだよ」「娘さんいるでしょ? 何でも買ってあげるんすか。車欲しいって言ったら1000万あげるんすか? 同じ事してますよ」などと半泣きで尾形に訴えていた。放送翌日にはホンダが公式Xにて反応。
テレビのルールに疎く、放送でカットされるようなコメントや放送禁止用語を連発してしまったり、ライブではそれ以上に過激な下ネタやパフォーマンス（服を脱ぐ、塗料で舞台を汚す）をして劇場のスタッフや支配人によく怒られている。
2022年の6月頃から左目の視力が著しく低下し、それをチャンスの時間のカミングアウト漫才で初告白。後に手術を受け、現在は無事回復している。
トータルテンボスが監督・キャプテンを務める芸人草野球チーム「アフロモンキーズ」に参加。
読売ジャイアンツのファン。スポーツ全般に詳しい。広島東洋カープに所属した元プロ野球選手の根建忍は叔父にあたる。
好きなアーティストはサザンオールスターズ、マキシマム ザ ホルモン。
それゆけ!大宮セブンの企画で結成したバンド「アイボリーズ」でベースを担当。バンド内での愛称は「Noppo」。

## 来歴
- 2003年、NSC在学中に『M-1グランプリ』へ初出場。
- 2004年4月、正式にコンビを結成。
- 2011年4月27日、吉本の『あなたの街に住みますプロジェクト』にて神奈川県住みます芸人に任命。
- 2011年、この年より始まった『日清食品 THE MANZAI』で決勝大会に進出。その後も毎年ワイルドカード決定戦進出以上の成績を残し、2014年大会で決勝大会に返り咲いた。
- 2018年1月より、大宮ラクーンよしもと劇場を中心に活動する「大宮セブンⅤ」に選出され、メンバーの編成変更に伴い、2018年7月以降は「大宮セブン」として活動[25]。
- 2023年、この年より始まった『THE SECOND 〜漫才トーナメント〜』でグランプリファイナルに進出。2025年に行われた第3回大会でもグランプリファイナルに進出し、ツートライブと決勝で戦うも敗北し、準優勝となった。

東海大学付属相模高等学校で出会う。野球部を諦めた文田が、顧問の反対を押し切る形でほぼ廃部状態だった囲碁将棋部に入部し、よく遊びに来ていた根建も後に正式に入部。
2年生になると新入生に向けた部活紹介をしなければならなくなり、部室を独占するために後輩に入って来て欲しくなかった2人は「超強豪囲碁将棋部」という設定で、体育会系のようにストイックな活動内容でボケまくったところ、それが大ウケした。
囲碁将棋部の部室には根建・文田・もう1人の部員の他に、部員ではない生徒もよく集まっており主に文化部の溜まり場となっていた。後に『アメトーーク!』の芸人持ち込み企画プレゼン大会で「文化系部活所属していた芸人」を紹介した。
大学生になると文田は全身に七色を纏うというルールを自らに課すようになり、奇抜な服を着て教科書を道着で包み、背中に棍を抱え、インラインスケートや鉄下駄を履くという独特なファッションをしていた。そして常に軍服を着ている「隊長」と、漫画家を目指していた「4コマ」という変わった友人と行動するようになる。一方で根建は、文田といると大学デビューが叶わないと思い距離を取るようになり、代わりに「ヒゲ」「ジャングル」という友人とつるむようになった。
大学でお笑いコンテストが開催された際に、2人でコンビを組んで出場し優勝。その時にMCを務めていた品川庄司にNSCへの入学を勧められる。芸人になってから品川庄司と再会した際に、お笑いに進むきっかけの一つとなった当時の一言についてお礼を伝えるも、忘れられていた。
4年生の頃にナベプロのオーディションを受けるも落ちてしまい、その後はインディーズのお笑いライブに少しずつ出るようになる。そこで当時高校生だった野田クリスタル（マヂカルラブリー）と出会う。
大学卒業後、文田が根建を誘ってNSCに入学。ハリセンボンと同じクラスだった。ライスは東海大の後輩。
文田は若手時代に同期の芸人である大塚甲喜（当時エレベーターマンション）・バケモン先生（当時山田カントリー）・四角（当時サヨナラダンス）、後輩の大波康平（タモンズ）と同居していた。通称「鷺沼ハウス」。根建は実家で暮らしていたがよく遊びに行っており、ほとんど居候の状態だった。
根建の方が先に結婚したが、文田もその後すぐに結婚したため、両夫婦で新婚旅行へ行った。
文田は第一子出産の時にライブが入っていたため立ち会いを諦めていたが、ライブが終わり根建と帰る途中にそのことを打ち明けると、根建は「まだ間に合う」と文田を説得し、レンタカーを借りて病院まで連れて行った。
トータルテンボスの草野球チームに所属しているが、鬼越トマホーク曰く「コンビ揃って野球のセンスがなく、体格を持て余している」。
2人で同じ空手道場に通っている。2021年2月にニューヨークとツーマンライブをした際、コンビで本気の組手をしたところ、ニューヨークがそれを気に入り、以降舞台やテレビなど様々な場所で組手を披露するようになる。基本的に文田が勝つ。共演者が心配になるほどの激しい殴り合いが特徴。後にアメトーークの空手芸人にコンビで出演。コロナ禍以降はほとんど道場に行けていない。
ラストイヤーだった2019年のM-1の敗者復活戦で敗退し、モチベーションを失った根建が文田に解散を申し出たことがある。コンビで話し合った結果、文田が育休を取るという体で、根建を休養させるためにしばらくの間コンビ活動を休止することを提案した。だが自身のトークライブで育休の件を発表した際に、我慢できなくなった根建が本当のことを話し始め、結果的に解散・休養について話し合った経緯を2人で泣きながら説明。このトークライブはファンの間で「お通夜ライブ」と呼ばれている。程なくして新型コロナウイルスの流行により、芸人界全体の稼働が激減したことで、囲碁将棋の活動休止もそこまで目立たなかった。

## 芸風
憧れの芸人はPOISON GIRL BAND。主にしゃべくり漫才で、理屈っぽい掛け合いが特徴。ボケとツッコミが入れ替わるネタも多く、自分たちの漫才を「文化系」と自評している。デビューして間もなくは決めポーズとして「テンション上げてー!」と、2人で将棋の駒を指す振りをしていた。
「自分で考えたボケは自分で言う」という考え方（文田曰く『共働きシステム』）で、根建がボケて文田がツッコむパターンや、ボケ・ツッコミが何度か入れ替わるWボケのネタもある。トークにおいてもボケ・ツッコミの役割自体にそこまでこだわらないスタイル。
芸人からの評価は高く、野田クリスタルは囲碁将棋のネタについて「芸人で囲碁将棋つまんないっていう人は1人もいないんで」「分からないなら分かるまで繰り返し見た方がいい」と絶賛している。他にもニューヨーク、オズワルド、ダイタク、ダイヤモンドなど東京吉本の漫才師たちに慕われている。
2人とも高身長で、漫才で使用するサンパチマイクの位置の高さを他の芸人からネタにされることがある。

## 出囃子
- サザンオールスターズ「爆笑アイランド」

## 賞レース成績・受賞歴など

### M-1グランプリ
| 年     | 結果         | エントリーNo. | 備考                                   |
| ------ | ------------ | ------------- | -------------------------------------- |
| 2003年 | 2回戦進出    |               | NSC在学中に出場                        |
| 2004年 | 1回戦敗退    |               |                                        |
| 2005年 | 3回戦進出    |               |                                        |
| 2006年 | 3回戦進出    |               |                                        |
| 2007年 | 3回戦進出    |               |                                        |
| 2008年 | 準決勝進出   | 729           |                                        |
| 2009年 | 準決勝進出   | 4574          |                                        |
| 2010年 | 準決勝進出   | 4785          | 予選10位                               |
| 2015年 | 準決勝進出   | 2314          | 予選18位、敗者復活戦18位               |
| 2016年 | 準々決勝進出 | 1141          |                                        |
| 2017年 | 準決勝進出   | 2760          | 予選21位、敗者復活戦16位               |
| 2018年 | 準々決勝進出 | 2738          |                                        |
| 2019年 | 準決勝進出   | 4469          | ラストイヤー、予選18位、敗者復活戦16位 |

### 日清食品 THE MANZAI
| 年     | 結果                     | 備考               |
| ------ | ------------------------ | ------------------ |
| 2011年 | 決勝大会進出             | 本戦サーキット15位 |
| 2012年 | ワイルドカード決定戦進出 | 本戦サーキット14位 |
| 2013年 | ワイルドカード決定戦進出 | 本戦サーキット20位 |
| 2014年 | 決勝大会進出             | 本戦サーキット2位  |

### THE SECOND 〜漫才トーナメント〜
| 年     | 結果                         |
| ------ | ---------------------------- |
| 2023年 | グランプリファイナル ベスト4 |
| 2024年 | ノックアウトステージ16→8敗退 |
| 2025年 | グランプリファイナル 準優勝  |

### その他
- 2011年 平成23年度 NHK新人演芸大賞 演芸部門 新人賞[48]
- 2012年 第33回 ABCお笑いグランプリ 準決勝進出[49]
- 2015年 キングオブコント 2回戦進出[50]
- 2016年 キングオブコント 2回戦進出[51]
- 2025年 第2回成仏-1GP 優勝

## 出演

### テレビ
現在のレギュラー番組
- 囲碁将棋の山はなんでも知っている → 囲碁将棋の島はなんでも知っている → 囲碁将棋の多摩はなんでも知っている → 囲碁将棋の駅はなんでも知っている → 囲碁将棋の濱はなんでも知っている（テレ朝チャンネル、2021年 - ）
- それゆけ!大宮セブン（テレビ埼玉・BSよしもと、2022年4月5日 - ）[52]
- 囲碁将棋のこんなん見るやついる?いなーい（BSよしもと、2025年4月6日 - ）[53]

過去のレギュラー番組
- 笑えない父と笑わせたい愛娘（朝日放送テレビ、2023年8月28日 - 9月18日）[54][55]
- 囲碁将棋・ダイタクのこんなん見るやついねえって!〜言うな〜（BSよしもと、2023年 - 2025年）

特別番組
- ZEKKFEI NETA CLUB〜北海道の大自然をステージに〜（北海道文化放送、2022年2月25日 - 3月18日・12月28日 - 12月31日）
- 囲碁将棋のヤバい自由研究 〜ネクストブレイク芸人TV SHOW（1）（日テレプラス、2022年9月24日）[56]
- 何でもない日（日本テレビ、2022年11月19日）[57]
- 囲碁将棋のやりたい5つのこと（BSよしもと、2023年12月30日）[58]
- 笑えない父と笑わせたい愛娘（朝日放送テレビ、2024年3月30日）[54]

### ラジオ
- 夕やけ寺ちゃん 活動中（文化放送、2010年10月4日 - 2013年3月29日）月曜日レポーター
- 湘南ワンダーチャンス（レディオ湘南、2011年10月1日 - 2022年3月27日）毎週土曜日レギュラー
- KANAGAWA HAPPY TOWN（FMヨコハマ）毎週土曜日
- 囲碁将棋の It's Show棋 Time（栃木放送）毎週水曜日
- よしもと5じ6じラジオ（FMサルース）月1程度レギュラー出演。MCが週替わりのため、登場は不定期。
- 大谷ノブ彦 金曜ダイジョーブ! （FM GUNMA）金曜日 第2・4週出演 文田のみ
- 横浜日野プレゼンツ 日野デュトロお仕事応援隊！（ラジオ日本、2019年）水・木担当[59]
- 囲碁将棋と明日美のハッピーフロンターレ!!!（ラジオ日本、2020年2月3日 - 2022年1月31日）
- よしもと囲碁将棋バラエティー『イゴナマ!!』（ラジオ日本、2022年2月7日 - 2024年5月20日）
  - 商船三井さんふらわあプレゼンツ めざせ!北海道!!（ラジオ日本、2021年2月1日 - 2024年5月20日）
    - おいでよ! 商船三井フェリー!!（2019年12月23日）
- 文田大介のStereo Wonder Radio!（レディオ湘南、2022年4月 - 2023年9月） ※文田のみ
- 囲碁将棋の神奈川ディス・ラブ（FMヨコハマPodcast等、2024年7月 - ）
- キイテル 神奈川ディス・ラブ（FMヨコハマ、2024年10月 - ）

### ネットラジオ
- 囲碁将棋の情熱スリーポイント（GERA放送局、毎週火曜日20時放送）

### CM
- 日本郵政（2023年10月3日 - ）[60]